# Parlamentswahl in Ungarn 1881

Reichsteile und Kronländer der Österreichisch-Ungarischen Monarchie:
Cisleithanien
Transleithanien
Bosnien und Herzegowina (seit 1878 verwaltet, 1908 annektiert)

Die Parlamentswahl in Ungarn 1881 fand vom 24. Juni bis zum 3. Juli 1881 in Transleithanien statt. Neu besetzt wurde der Ungarische Reichstag (ungarisch Magyar Országgyűlés).

## Wahlsystem
Im Königreich Ungarn und seinen Kronländern galt seit 1867 das Klassenwahlrecht. Vorrechte von Stand und Besitz waren in Ungarn wesentlich stärker maßgebend als in Österreich.

## Wahlergebnis
Das Ergebnis war ein Sieg der Liberalen Partei, die 235 der 413 Sitze gewann.
| Partei                           | Mandate | %       | Parlamentarische Rolle |
| -------------------------------- | ------- | ------- | ---------------------- |
| Liberale Partei                  | 235     | 56,90 % | Regierung              |
| Gemäßigte Opposition             | 57      | 13,80 % | Opposition             |
| Unabhängigkeits- und 48er Partei | 88      | 21,31 % | Opposition             |
| Minderheitenpartei               | 14      | 3,39 %  | Opposition             |
| Unabhängige                      | 19      | 4,60 %  | unabhängig             |
| Total                            | 413     | 100 %   | —                      |